# Bulevar del 30 de Junio

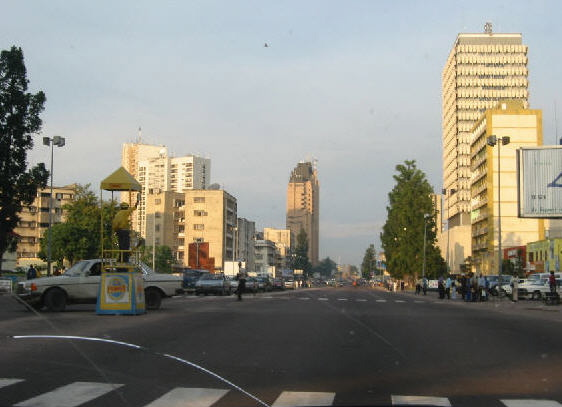
El bulevar del 30 de junio, en el centro de Kinsasa.

El bulevar del 30 de Junio (en francés boulevard du 30 Juin) es una carretera en Kinsasa, la ciudad capital de la República Democrática del Congo. 

## Trazado
Tiene una extensión de aproximadamente 5 km. Conecta el área del sur, La Gombe, el distrito político y de negocios de Kinsasa, con las comunas de Kintambo y la bahía de Ngaliema al oeste. La calle es la arteria central de la ciudad y contiene la mayoría de las mayores instituciones políticas y económicas del país. 

## Historia
Durante el período colonial belga del Congo, la calle era conocida como bulevar Alberto I (de Bélgica) pero cuando el Congo alcanzó su independencia, la calle fue renombrada para conmemorar el evento, el cual ocurrió el 30 de junio de 1960.
- Datos: Q2922063
- Multimedia: Boulevard du 30 Juin / Q2922063